# 白井英治
白井英治（しらい えいじ、1976年10月15日 - ）は、山口県美祢市出身の競艇選手。
登録第3897号。身長173cm。血液型O型。80期。山口支部所属。師匠は今村豊。巧みなハンドル捌きによる鋭角的なターンを得意とし、「関門のホワイトシャーク」の異名を持つ。

## 来歴
小学校の頃から父親に競艇場に連れて行かれ、その頃から競艇の選手になろうと決意。小・中学時代は野球、高校は空手に打ち込んだ。高校を卒業後に本格的に競艇選手を目指したが、1回目の受験は学科で不合格、2回目は減量したところ血圧で不合格、3・4回目は受験資格の身長の上限オーバーで不合格。この間新聞配達のアルバイトをしながら理工系の専門学校に通い、受験ラストチャンスとなる5回目でようやく合格を果たし、本栖研修所（現在は柳川市のやまと競艇学校に移転している）に入所。
記念レースやSGにも常連として参戦し、幾度も優勝戦に進出するも、惜敗が続いていたことから「無冠の帝王」というニックネームが付いた。特に2010年の浜名湖競艇場で開催されたSG「第37回笹川賞」では準優10Rで新田雄史を2コースから差し切り1着で制したが待機行動違反を取られて賞典レース除外となり、優出に失敗。この待機行動違反により、その後に行われた準優勝戦の結果によって優勝戦12Rの1号艇をふいにした。皮肉にも翌日の優勝戦を制したのは、同じ準優10Rを走って3着から繰り上がりで優出に成功した岡崎恭裕であった。
2012年には、年間最高勝率（8.32）をマークし、名実共にトップ選手となった。
2014年8月、若松競艇場で開催されたSG「第60回モーターボート記念」では、予選道中に落水するなどのハンデもあったが、好モーターを活かし優出。31日の優勝戦では2コースからコンマ00と渾身のタッチスタートを決めると、1コースの谷村一哉をまくり、14回目の優出にして遂に悲願のSG初制覇を果たした。スリットからの速攻で勝負をつけるスタイルで勝ちとった栄冠であった。年末に平和島競艇場で開催されたSG「第29回賞金王決定戦」に出場し優勝戦の1号艇を得るも、結果は3着に終わった（優勝は茅原悠紀）。
2018年3月、浜名湖競艇場で開催されたSG「第53回総理大臣杯」において、1号艇で優出するも2号艇の井口佳典にまくられて5着に終わる。SG優勝戦1号艇での連敗が続いたが、6月に徳山競艇場で64年ぶりのSG開催となった第28回グランドチャンピオン決定戦において、体重を51㎏まで絞ると予選2位で準優勝戦進出を成し遂げ、準優勝戦唯一のイン逃げ（予選1位は同じく山口支部の寺田祥であったが準優勝戦2着）を決めて優勝戦1号艇に乗艇、優勝戦は.07のトップスタートを決めてイン逃げでSGV2となった。山口支部としては初の地元開催SG覇者となった。
2022年はSG「第68回モーターボート記念」の優勝戦で新田雄史と共にフライングを喫し、1年間SGの選出除外・半年間のG1とG2出場停止のペナルティーを受けながらも獲得賞金7位でSG「第37回賞金王決定戦」に出場。賞金王はファーストラウンドからの参戦だったものの安定した成績で勝ち上がり、2014年同様に1号艇で優勝戦に出場、逃げ切りで優勝を飾って2014年の雪辱を果たした。
競艇王チャレンジカップ以外のSGでは優出の経験がある。

## 選手経歴
- 1997年5月22日、下関競艇場で開催された一般戦でデビュー。
- 1997年6月13日、宮島競艇場で開催された一般戦で初勝利。
- 1999年1月24日、蒲郡競艇場で開催された一般戦で初優勝。
- 2001年10月、常滑競艇場で開催されたSG「第48回全日本選手権」でSG初優出。（6号艇、5着）
- 2003年10月、平和島競艇場で開催されたG1「第49回周年記念競走」でG1初優勝。
- 2005年3月、多摩川競艇場で開催されたSG「第40回総理大臣杯」で優出するも、痛恨のフライング。
- 2019年3月、戸田競艇場で開催されたSG「第54回総理大臣杯」で優勝戦4着となり、史上初のゴールデンレーサー賞受賞者となる[4]。
- 2021年5月1日から徳山競艇場で開催された一般戦「日本モーターボート選手会会長賞」で優勝[5] し、史上18人目の通算100Vとする。
- 2022年
  - 12月18日、大村競艇場で開催されたSG「第37回賞金王決定戦」で優勝[3]。
  - 12月30日、徳山競艇場で開催された一般戦「2023西京波者決定戦」4日目において第6レース・第12レースと連勝。これにより、賞金王争いでトップだった馬場貴也を逆転し、2022年賞金王のタイトルを獲得した[6]。

## 獲得タイトル

### SG
- 2014年8月31日、第60回モーターボート記念（若松競艇場）　2コース：まくり
- 2018年6月24日、第28回グランドチャンピオン決定戦（徳山競艇場）1コース：逃げ
- 2022年12月18日、第37回賞金王決定戦（大村競艇場）1コース：逃げ

### G1
- 2003年10月7日、第49回トーキョー・ベイ・カップ（平和島競艇場）　逃げ
- 2006年5月18日、モーターボート大賞（宮島競艇場）　3コース：まくり差し
- 2007年6月12日、第52回オールジャパン竹島特別（蒲郡競艇場）　4コース：まくり
- 2008年2月5日、第51回中国地区選手権（宮島競艇場）　逃げ
- 2008年8月5日、第55回徳山クラウン争奪戦（徳山競艇場）　逃げ
- 2011年7月5日、第58回浜名湖賞（浜名湖競艇場）　4コース：まくり
- 2012年4月17日、第60回海の王者決定戦（大村競艇場）　逃げ
- 2014年2月16日、第57回中国地区選手権（下関競艇場）　逃げ
- 2015年2月13日、第58回中国地区選手権（児島競艇場）　逃げ
- 2017年10月1日、第63回競帝王決定戦（下関競艇場）　逃げ
- 2022年9月18日、徳山クラウン争奪戦開設69周年記念競走(徳山競艇場)　2コース：差し

### G2
- 2014年12月14日、モーターボート大賞（芦屋競艇場）　逃げ
- 2016年3月31日、モーターボート大賞（唐津競艇場）　逃げ

## 戦歴
- 出走回数：5708回
- 優出回数：300回
- 優勝回数：113回
- 1着回数：2131回
- フライング(F)回数：46回
- 出遅れ(L)回数：0回
- 通算勝率：7.75
- 2連対率：57.9
- 3連対率：73.6
- 生涯獲得賞金：1,743,082,170円